# نيكولاوس أندرياكوبولوس
نيكولاوس أندرياكوبولوس (باليونانية: Νικόλαος Ανδριακόπουλος ؛ 1878 - بعد عام 1896) لاعب جمباز يوناني كان عضوًا في جمعية باناتشيكوس للجمباز التي اندمجت في عام 1923 مع جمعية الجمباز باتراس لتصبح جمعية باناش للجمباز.
تنافس أندرياكوبولوس في دورة الألعاب الأولمبية الصيفية 1896 في أثينا ، في حدث تسلق الحبل. كان هو ومواطنه توماس زيناكيس هما الوحيدان من بين الخمسة الداخلين الذين صعدوا على طول الطريق إلى قمة الحبل البالغ طوله 14 مترًا. أنهى أندرياكوبولوس في 23.4 ثانية بفوزه على زيناكيس ليحرز الميدالية الذهبية. ستكون هذه آخر ميدالية ذهبية يونانية في الجمباز حتى فاز يوانيس ميليسانيديس بالميدالية الذهبية في حركات الأرضية في عام 1996.
كما شارك في حدث الفريق المتوازي. في تلك المسابقة ، كان أندرياكوبولوس عضوًا في فريق جمعية بانيلينيوس للجمباز الذي احتل المركز الثاني في هذا الحدث ، ومنحه الميدالية الفضية الأولمبية.يوجد قبره في مقبرة أجيا أليكسيوتيسا في باتراس ، وقد تم تحديده كنصب تذكاري محمي من قبل وزارة الثقافة